# Berkut (jednostka specjalna)
Berkut (ukr. Беркут) – wyspecjalizowana jednostka ukraińskiej milicji podległa Ministerstwu Spraw Wewnętrznych. Nazwa jednostki pochodzi od ukraińskiej nazwy orła przedniego. Jednostka została utworzona w miejsce radzieckich służb OMON, po odzyskaniu przez Ukrainę niepodległości i miała skupiać się głównie na walce z przestępczością zorganizowaną, zabezpieczaniem zgromadzeń i manifestacji.
Jednostka brała udział w stłumieniu strajków górników w Donbasie w latach 1989–1990 i pobiciu uczestników pogrzebu patriarchy Włodzimierza na  placu Sofijskim w Kijowie 18 lipca 1995 roku. Podczas Euromajdanu w latach 2013–2014 Berkut brał bezpośredni udział w pobiciach, torturach i zabójstwach protestujących. Pierwszy zabity przez Berkut został programista Pawło Mazurenko (zmarł 22 grudnia 2013 w szpitalu). 18 lutego 2014 po zabójstwach 15 protestujących został zabity pierwszy funkcjonariusz Berkutu.
Rozkazem MSW nr 144 z dnia 25 lutego 2014 roku o likwidacji oddziałów specjalnych milicji bezpieczeństwa publicznego, Berkut został rozwiązany. Rozpoczęto postępowanie karne, skomplikowane przez zniszczenie dowodów rzeczowych w lipcu 2014. 80% kierownictwa i 30% szeregowych byłego oddziału Berkut zostało zwolnionych z MSW.
Część byłych pracowników Berkut uciekła do okupowanego Krymu i Rosji, gdzie w roku 2014 utworzono z nich jednostkę o tej samej nazwie w składzie MSW Rosji, od roku 2016 w składzie Rosgwardii. Były naczelnik kijowskiego oddziału Berkut Serhij Kusjuk brał udział w rozegnaniu demonstracji przeciwko korupcji w Moskwie 13 czerwca 2017.